# 張立 (記者)
張 立（ちょう りつ）は、1980年代に中国本土から香港に渡来し、新聞社『信報』で記者となった。彼はその後、ビジネスを創業し、1992年からは『信報』のコラム「商心國是」の執筆を始め、年1冊の集成誌を発表するようになった。
彼は亜洲電視にコンサルタントとして加わり、毎週月曜日から金曜日までのプライムタイムで『張立平常談』というコーナーの司会を持つようになった。『張立平常談』は総合バラエティ番組であり、主に政治経済に関する話題と、個人を取り上げたトークショーの構成となっている。香港の著名な作家であり、張立の友人でもある黄霑は「このオリジナリティのあるコーナーは、香港のテレビの歴史において先例となる」と認めた。
2011年、彼は再び亜洲電視で『張立平常談』の司会となり、また朝の番組として『四季養生堂』が放送されるようになった。

## 著作
- 『逆境求存』
- 『錢眼觀禪』
- 『醉臥商場』
- 『八方風雨』
- 『筆底風雲』
- 『筆走龍蛇』
- 『兵行險著』
- 『蒼山如海』
- 『烽火三月』
- 『舉重若輕』
- 『平常談』
- 『長河落日』
- 『御風而行』
- 『心潮逐浪』
- 『最大的敵人是自己』

等